# Catogenus castaneus
Catogenus castaneus là một loài bọ cánh cứng trong họ Passandridae. Loài này được Perty miêu tả khoa học năm 1834.